# Робинята Изаура
„Робинята Изаура“ (на португалски: Escrava Isaura) е бразилска теленовела от 1976 г., пожънала голям световен успех в Южна Америка, Източна Европа и Китай. Снимана е по едноименния роман на бразилския писател Бернардо Гимараеш от 1875 г. В България сериалът е пионерът на сапунените опери и има огромен успех през 1987, това е вторият латиноамерикански сериал излъчен в България след „Танцувай с мен“, също бразилски. През 2004 г. е направен римейк на сериала със същото заглавие „Робинята Изаура“, който започна излъчване в България през 2010 г. по Нова Телевизия и приключи на 4 март 2011 г.

## Сюжет
Изаура е млада, красива девойка, но е робиня, която принадлежи на властния и суров командор Алмейда и семейството му. Съпругата на командора е взела Изаура още съвсем малка и я е възпитала, много я обича, дала ѝ е светско образование, научила я е на маниери, различни науки. Изаура прекрасно пее и свири на роял. Спокойно може да бъде приета за някоя сеньорита от висшето общество. Най-голямата ѝ мечта е да бъде свободна. Сеньората не веднъж е молила съпруга си за това, но командор Алмейда през цялото време е отказвал да освободи Изаура. Синът на командора, Леонсио, отдавна се заглежда по Изаура, не пропуска да я закача, независимо че е женен за чудесната Малвина, която също много добре се отнася към Изаура. Леонсио е много суров и властен човек. Желае само да се развлича и да живее охолно.
Преди много години командорът се опитва да има връзка с майката на Изаура, но тя го е отхвърля и предпочита да се омъжи за управителя на фазиендата, дон Мигел. За това командорът не е много привързан към Изаура – тя му напомня за майка си, която е умряла при раждането ѝ. Като спомен от майка си, Изаура има един малък кръст, който никога не сваля от врата си. Енрике, братът на Малвина, не се доверява много на Леонсио, защото го смята за жесток и властен. Изаура е принудена да отблъсне Леонсио и да си мълчи за това, защото не иска да причини болка на Малвина, да си навлече неприятности. Сеньората все пак успява да измоли документ за свободата на Изаура, но не успява да го предаде на момичето, защото е умряла преди да ѝ каже, че документът е скрит в сейфа. Белшиор, градинарят във фазиендата, уродлив мъж, е влюбен в Изаура. Мигел, бащата на момичета, събира пари, за да откупи свободата на дъщеря си, но командорът му иска прекалено голяма сума. Най-накрая, когато успява да събере сумата, командорът умира, а Леонсио заявява, че сега той е собственик на всичко, включително и на Изаура, а тя не се продава. Веднъж, докато се разхожда, Изаура се запознава с един привлекателен младеж, Тобиас. Тя не му казва, че е робиня. Започват да се срещат често, влюбват се един в друг и Изаура при една от срещите им изгубва кръста си. Тобиас решава да го използва, за да открие момичето. Разпитва всички в околността, докато не отива в дома на Леонсио и научава, че Изаура е робиня. Той искрено я обича, за това предлага на Леонсио много пари, за да я откупи и признава на Леонсио, че е влюбен в нея. Леонсио побеснява и отказва да продаде момичето. От ревност той решава да убие Тобиас и нарежда нещата така, че да лумне пожар в къщичката, в която трябва да се срещнат Тобиас и Изаура. Като забелязва женска фигура да се приближава към къщичката, той приема тази жена за Изаура и подпалва къщичката. Но той не знае, че вместо Изаура, на мястото на срещата е отишла собствената му съпруга, която иска да помогне на Изаура и Тобиас. Малвина и Тобиас умират в огъня...
Заради това, че го е отхвърлила, Леонсио изпраща Изаура в тъкачницата заедно с другите роби, сред които е и завистливата тъмнокожа робиня Роза, която ненавижда Изаура, защото се е ползвала от привилегии в къщата. Леонсио не престава със своите опити и постоянно се домогва до Изаура, но след като тя винаги го отхвърля, той се ядосва до толкова, че изпраща момичетата на най-тежката работа в плантациите със захарна тръстика. Мигел и Изаура имат само един изход – да избягат. Те така и правят. След като избягват от хасиендата, те отиват в друг град, където никой не ги познава и започват да водят много уединен начин на живот. Но веднъж Изаура се среща с младеж, Алваро, който е много богат и порядъчен. Той прави всичко, за да се запознае с момичето. Изаура се представя като Елвира, а баща си – като Анселмо. Постепенно Алваро е влюбва в нея и една вече кани нея и Мигел на вечерен прием и Изаура е принудена да приеме поканата му. На бала я очаква неприятна изненада – мъж на име Мартиньо я вижда и я разпознава като избягалата робиня, чиито черти съвпадат с описанието, което Леонсио е дал да отпечатат във вестника, а също така в това съобщение той предлага голяма награда за онзи, който я намери. Мартиньо я разобличава пред всички. Като научава всичко, Алваро предлага на Мартиньо двойно повече пари, ако той каже на Леонсио, че се е припознал. Но е вече прекалено късно. Леонсио е пристигнал в града, където се крият Изаура и баща ѝ, намерил я е и я отвел. Алваро решава да направи всичко, за да освободи любимата си. Леонсио от своя страна решава да даде документ за свободата на Изаура, но при условие, че се омъжи за Белшиор. Изаура няма друг избор, а и освен това Мигел получава писмо, което може би наистина е от Алваро, в което той съобщава, че се жени. Изаура повярва на това, защото Алваро по никакъв начин не се е опитал да се свърже с нея. Но в деня на сватбата пристига Алваро и заявява, че Леонсио не може да се разпорежда с Изаура, нито с другите роби, защото земята и всичко на нея не му принадлежат вече, след като Леонсио е задлъжнял много и Алваро е открил кредиторите му и е изкупил книжата на Леонсио. Сега Алваро е собственик на фазиендата, а Леонсио не може да преживее това и се застрелва с пистолет. На празника в чест на Алваро и Изаура Роза се опитва да отрови момичето, но обърквайки чашите, самата тя изпива отровата и умира... Изаура и Алваро дават свободата на всички роби...